# Storaged Melodies
Storaged Melodies es el nombre acreditado a un álbum no oficial de la banda System of a Down. Este bootleg consiste en una recopilación de demos, sencillos, y colaboraciones con diversos artistas y grupos musicales, que incluyen a Wu Tang Clan, (həd) p.e., Dog Fashion Disco, Snot, Limp Bizkit y Tony Iommi. A pesar de no ser oficial, este álbum es considerado por varios foros de internet como el "álbum perdido" de la banda. Recibe su nombre a partir de la primera canción: "Störagéd".

## Canciones
| N.º   | Título                                                             | Escritor(es)                          | Duración |  |
| 1.    | «Störagéd»                                                         | Tankian, Odadjian                     | 1:19     |  |
| 2.    | «Marmalade»                                                        | Tankian, Odadjian, Malakian           | 3:02     |  |
| 3.    | «The Metro» (Cover de Berlín)                                      | Crawford                              | 2:59     |  |
| 4.    | «Snowblind» (Cover de Black Sabbath)                               | Iommi, Butler, Osbourne, Ward         | 4:40     |  |
| 5.    | «Johnny»                                                           | Tankian                               | 2:07     |  |
| 6.    | «Will They Die For You» (Colaboración de Tankian con South Park)   | Mase, Diddy, Lil' Kim, Tankian        | 3:45     |  |
| 7.    | «Feel Good» (Colaboración de Tankian con (həd) p.e.)               | Geer, Shaine, Benekos                 | 4:14     |  |
| 8.    | «Shame» (Colaboración con Wu-Tang Clan)                            | Wu-Tang Clan, Tankian, Malakian       | 2:40     |  |
| 9.    | «Starlit Eyes» (Colaboración de Tankian con Snot)                  | Doling, Fahnestock, Miller, Tankian   | 2:55     |  |
| 10.   | «Mushroom Cult» (Colaboración de Tankian con Dog Fashion Disco)    | Smith, Combs                          | 4:36     |  |
| 11.   | «Patterns» (Colaboración de Tankian con Tony Iommi)                | Iommi, Marlette, Tankian              | 4:20     |  |
| 12.   | «Don't Go Off Wandering» (Colaboración de Tankian con Limp Bizkit) | Durst, Borland, Rivers, Otto, Tankian | 4:03     |  |
| 13.   | «Friik»                                                            | Tankian                               | 2:49     |  |
| 14.   | «Blue»                                                             | Tankian                               | 4:10     |  |
| 15.   | «Dam»                                                              | Malakian                              | 2:42     |  |
| 16.   | «Honey»                                                            | Tankian                               | 2:32     |  |
| 17.   | «Temper»                                                           | Tankian                               | 2:54     |  |
| 55:47 |                                                                    |                                       |          |  |